# Sietse Fritsma
Sietse Rindert Fritsma, né le 31 mars 1972 à Franeker, est un homme politique et ancien fonctionnaire néerlandais. Membre du Parti pour la liberté (PVV), il siège à la Seconde Chambre des États généraux de 2006 à 2019.

## Biographie

### Jeunesse et études
Fritsma étudie la géographie humaine à l'université de Groningue. Il obtient une maîtrise en sciences spatiales, spécialisée en géographie régionale des pays en développement. Vers 1990, il vit pendant un an dans un kibboutz israélien.

### Engagement politique
Il est élu représentant à la Seconde Chambre lors des élections législatives du 30 novembre 2006 pour le Parti pour la liberté de Geert Wilders. Il se concentre sur les affaires sociales, l'emploi, l'asile politique et l'immigration. De mars 2010 à janvier 2011, il est également membre et chef de la fraction du PVV du conseil municipal de La Haye. Auparavant, il travaille pour le service néerlandais d'immigration et de naturalisation (IND). Réélu en 2010, 2012 et 2017, il démissionne en 2019.